# Liris Sol Velásquez
Liris Sol Velásquez es una política venezolana. Fue diputada por Bolívar. Perteneció a la Comisión Permanente de la Familia. También desempeñó funciones en la Alcaldía del Municipio Caroní.